# 이진성 (1976년생 배우)
이진성(1976년 5월 7일 ~ )은 대한민국의 가수 겸 배우이다.

## 학력
- 반포초등학교 졸업
- 반포중학교 졸업
- 세화고등학교 졸업
- 한국체육대학교 졸업

## 출연 작품

### 텔레비전 드라마
- 2005년 SBS 《루루공주》
- 2007년 MBC 《나쁜여자 착한여자》
- 2010년 MBC 《로드 넘버원》

### 영화
- 2004년 《그 놈은 멋있었다》
- 2004년 《까불지마》
- 2021년 《강릉》 - 마약남 1 역

## 앨범
- 2006년 1집 《Start Here》

## 데뷔 에피소드
이진성이 방송에 데뷔한 것은 2001년 5월 7일이다. 그 날 친구들과 자신의 생일 파티를 즐기던 그는, 절친한 후배인 가수 싸이의 다급한 전화를 받고 여의도 KBS로 향했고, KBS 2TV 《야! 한밤에》의 <보고싶다 친구야> 코너에 출연하게 되었다. 그 날 재기 넘치는 입담으로 방송 관계자들을 사로잡은 그는, 2002년 다시 싸이의 부탁으로 MBC TV 《천생연분》에 출연하면서 '청담동 호루라기'라는 별명을 얻게 되었다. 그 후 호루라기를 불며 춤을 추는 싸이의 청담동 친구로, 그의 이미지가 대중에 각인되었다. 하지만 당시 그의 본업은 스케이팅 선수였다. 1994년부터 1996년까지 스케이트 주니어 국가대표였고, 1998년까지 현역에서 뛰었으며, 2004년까지는 지도자로 활동했고, 그 후에는 한국빙상연맹 이사로 활동하였다. 러시아로 귀화한 쇼트트랙 선수인 안현수의 친구이기도 하다.